# Kim Byung-suk
Kim Byung Suk (Seul, 17 de Setembro de 1985) é um futebolista sul-coreano, que joga habitualmente a médio.
Já passou pelo futebol português, onde atuou no Vitória Futebol Clube. No início de 2009 transferiu-se para o Montedio Yamagata.